# Peter Evans (zwemmer)
Peter Maxwell Evans (Perth, 1 augustus 1961) is een Australisch zwemmer.

## Biografie
Evans nam tweemaal deel aan de Olympische spelen en won vier olympische medailles.
Tijdens de Olympische Zomerspelen van 1980 won Evans de gouden medaille op de de 4x100m wisselslag en de bronzen medaille op de 100m rugslag.
Dit is tot en met 2021 de enige keer geweest dat de Amerikanen niet de 4x100m wisselslag wonnen. De Amerikanen waren afwezig vanwege een boycot.
Tijdens de Olympische Zomerspelen van 1984 won hij de bronzen medaille op de 4x100m wisselslag en de 100m schoolslag.

## Internationale toernooien
| Jaar | Olympische Spelen                                         | Wereldkampioenschappen                 | Gemenebestspelen                    |
| ---- | --------------------------------------------------------- | -------------------------------------- | ----------------------------------- |
| 1980 | 100m schoolslag · 12e 200m schoolslag · 4x100m wisselslag |                                        |                                     |
| 1981 |                                                           |                                        |                                     |
| 1982 |                                                           | 5e 100m schoolslag 14e 200m schoolslag | 100m schoolslag · 4x100m wisselslag |
| 1983 |                                                           |                                        |                                     |
| 1984 | 100m schoolslag · 17e 200m schoolslag · 4x100m wisselslag |                                        |                                     |

1960: McKinney, Hait, Larson, Farrell ·
1964: Mann, Craig, Schmidt, Clark ·
1968: Hickcox, McKenzie, Russell, Walsh ·
1972: Stamm, Bruce, Spitz, Heidenreich ·
1976: Naber, Hencken, Vogel, Montgomery ·
1980: Kerry, Evans, Tonelli, Brooks ·
1984: Carey, Lundquist, Morales, Gaines ·
1988: Berkoff, Schroeder, Biondi, Jacobs ·
1992: Rouse, Diebel, Morales, Olsen ·
1996: Rouse, Linn, Henderson, Hall ·
2000: Krayzelburg, Moses, Crocker, Hall ·
2004: Peirsol, Hansen, Crocker, Lezak ·
2008: Peirsol, Hansen, Phelps, Lezak ·
2012: Grevers, Hansen, Phelps, Adrian ·
2016: Murphy, Miller, Phelps, Adrian  ·
2020: Murphy, Andrew, Dressel, Apple  ·
2024: Xu, Qin, Sun, Pan
- Virtual International Authority File: 305131591